# San Humberto (estación)
La estación sencilla San Humberto hará parte del sistema de transporte masivo de Bogotá, TransMilenio, inaugurado en el año 2000.

## Ubicación
La estación se encontrará ubicada en el sector suroccidente de Soacha, específicamente sobre la Avenida NQS con Calle 13. 
Atenderá la demanda de los barrios San Luis, San Carlos, Ubaté, El Dorado y sus alrededores.

## Origen del nombre
La estación recibe el nombre en alusión al barrio homónimo cercano a la estación. 

## Historia
La construcción de la estación aún no se ha realizado debido a las demoras de la construcción de la I Fase en Soacha, por lo que incorporará para la segunda fase.

## Ubicación geográfica
| Noroeste: Soacha               | Norte: Soacha | Nordeste: G Carrera 7 Soacha |
| Oeste: Soacha                  |               | Este: Soacha                 |
| Suroeste: G Terminal Soacha 3M | Sur: Soacha   | Sureste: Soacha              |